# Irena Wisełka-Cieślar
Irena Wisełka-Cieślar geborene Wisełka (* 1950) ist eine polnische Organistin und Musikpädagogin.
Wisełka-Cieślar studierte Orgel an der Staatlichen Musikhochschule Lodz bei Jan Kucharski und besuchte Meisterkurse von Johannes Ernst Köhler, Guy Bovet, Herbert Wulf, Bruno Oberhammer und anderen. Sie trat als Solistin und Kammermusikerin bei Orgelfestivals in ganz Europa auf, wobei im Mittelpunkt ihres Repertoires neben den Kompositionen von Johann Sebastian Bach und Olivier Messiaen Werke zeitgenössischer polnischer Komponisten wie Krzysztof Knittel, Bronisław Kazimierz Przybylski, Bogdan Dowlasz und Sławomir Zamuszko stehen. 1996 gründete sie mit Grażyna Fajkowska das Orgelduo A Piacere, mit dem sie in Polen, Deutschland und Italien auftrat. 
Seit 1982 unterrichtet Wisełka-Cieślar an der Musikakademie Lodz. Sie war hier von 2005 bis 2012 Vizekanzlerin für Forschung und Lehre und danach Dekanin der Abteilung Klavier, Orgel, Cembalo und alte Instrumente. Sie wirkte zudem als Jurorin bei Orgelwettbewerben und gab 2005 eine Meisterklasse am Konservatorium von Enschede. Zu ihren Schülern zählen Joanna Kaja-Vallière, Titularorganistin an Saint-Pierre-Saint-Paul in Paris und Ilona Kubiaczyk-Adler, die an der University of Arizona unterrichtet. Als Kooperationspartnerin der Europäischen Konferenz für Evangelische Kirchenmusik forscht sie auf dem Gebiet des evangelischen Chorals und seiner Auswirkungen auf die Kompositionen Johann Sebastian Bachs. Wisełka-Cieślar wurde u. a. mit dem silbernen und dem goldenen Verdienstkreuz der Republik Polen ausgezeichnet. Sie war mit dem Theologen Mieczysław Cieślar (gestorben 2010) verheiratet.

## Quelle
- Akademia Muzyczna im. Graziny i Kiejstuta Becewiczów - Irena Wisełka-Cieślar